# بي إم دبليو آر1150جي اس
بي إم دبليو آر1150جي اس (بالإنجليزية: BMW R1150GS)‏ هي دراجة نارية من تصنيع بي إم دبليو.